# Lipomera (Lipomera) lamellata
Lipomera (Lipomera) lamellata is een pissebed uit de familie Munnopsidae. De wetenschappelijke naam van de soort is voor het eerst geldig gepubliceerd in 1905 door Walter Medley Tattersall.